# Egg (fauteuil)
Pour les articles homonymes, voir Egg.

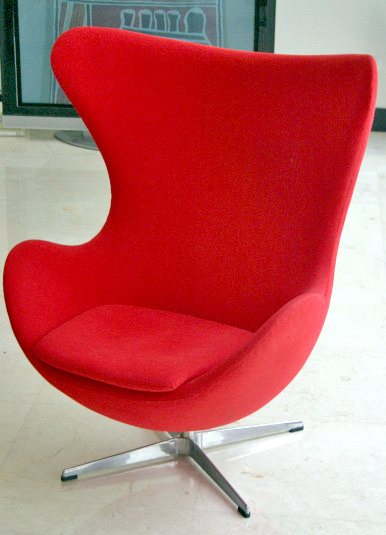
Le fauteuil Egg.

Egg est un fauteuil dessiné par Arne Jacobsen en 1958. Cet élément de mobilier reste connu aussi sous la traduction fauteuil Œuf ainsi que  l'appellation anglophone The Egg ou  Egg Chair. Arne Jacobsen dessine alors trois fauteuils pour l'hôtel SAS Royal Hotel, dont deux deviendront des icônes du design. Ce fauteuil fait partie aujourd'hui des objets du design industriel. Au travers de cette création, Jacobsen réussit à fusionner en un tout esthétique l'assise, le dossier et les accoudoirs.

## Historique
L'objet est présenté la première fois en novembre 1958 à l'exhibition Formes Scandinaves du Musée des Arts décoratifs de Paris. Dès janvier de l'année suivante, le fabricant Fritz Hansen l'inclut dans son catalogue.
La première création est revêtue de cuir couleur brun chocolat. Elle est en polystyrène injecté et moulé d'une seule pièce puis recouvert de mousse. Depuis le milieu des années 1950 Arne Jacobsen s’intéresse aux possibilités du polystyrène, innovation majeure pour l'époque, ouvrant de larges perspectives au design. Par la suite, d'autres matériaux et couleurs ont été introduits, comme le tissu, teinté rouge pour un modèle répandu. Afin d'améliorer le confort, nombre d'éléments composant le fauteuil évoluent au cours des années tels la base en aluminium en 1963 puis 1975, la structure interne modifiée pour de la fibre de verre avec de la mousse polyuréthane, ainsi que divers petites parties ou mécanismes annexes. Avec son piètement fin, le siège semble flotter dans le vide vu de loin. Bien que communément connu sous No. 3317 en plus de « Egg », l’appellation donnée par Fritz Hansen change également au cours des années de « 3315 » à l'origine en 1958, puis « 3317 » et enfin pour revenir à « 3316 » depuis 1973. 
Celui-ci est dessiné originellement pour la réception de l'hôtel SAS Royal Hotel à Copenhague ouvert en juillet 1960, pour lequel le designer danois est chargé, entre autres, de la décoration intérieure. La forme tout en courbe de ce fauteuil sert à contrecarrer l'intérieur rectiligne de l'hôtel,. Le fauteuil confortable et enveloppant une grande partie du corps permet, par sa rotation, d'avoir une vision à 360° du grand espace de la réception. L'hôtel est également meublé avec la chaise Drop ou le fauteuil Swan.
Pièce iconique du XXe siècle, Egg fait partie de la collection permanente du musée Vitra bâlois. C'est une des pièces de design les plus copiées.

## Caractéristiques actuelles
- Coquille en fibre de verre moulée rembourrée de mousse et recouverte de tissu.
- Piétement pivotant en fonte d'aluminium.
- Coussin de siège amovible.